# Linatella caudata
Linatella caudata is een slakkensoort uit de familie van de Cymatiidae. De wetenschappelijke naam van de soort werd voor het eerst geldig gepubliceerd in 1791 door Gmelin als Buccinum caudatum.